# Pável Tonkov
Pável Sergéyevich Tonkov (en ruso: Павел Сергеевич Тонков) (Izhevsk; 9 de febrero de 1969) es un exciclista ruso profesional entre los años 1992 y 2005, durante los cuales logró 36 victorias, destacando entre ellas el Giro de Italia 1996.
Era un ciclista muy completo, un buen escalador de estilo constante y grandes desarrollos, que fue mejorando en la contrarreloj a medida que avanzaba su carrera profesional. 
Tonkov formó parte de la última generación de ciclistas soviéticos; de hecho, cuando pasó al ciclismo profesional, la Unión Soviética ya estaba dividida oficialmente. En las categorías inferiores logró más de cien victorias en las que destacan el Tour de Hesse
en 1988; el Dúo Normando, (haciendo pareja con Romes Gainetdinov), el Tour de Poitou-Charentes (donde además ganó 1 etapa) y el Tour de Eslovaquia en 1989 y la Vuelta Ciclista de Chile en 1991; además llegó a ganar el Campeonato del Mundo Júnior en 1987. En 1992, fue fichado por el equipo Lampre.
El año de su debut, 1992, Tonkov fue 7.º en el Giro de Italia y fue primero en la clasificación de los jóvenes. Al año siguiente, volvería a ganar dicha clasificación, pero siendo 5.º en la general. Tonkov siempre rindió a gran nivel en el Giro, carrera que terminó ganando en 1996 en detrimento del español Abraham Olano, además de ser segundo en 1997 y 1998.
También tuvo buenas actuaciones en la Vuelta ciclista a España, en la que fue 4.º en 1999 y 3.º en 2000 y logró dos victorias de alta montaña en 1997, incluyendo la etapa con final en los Lagos de Covadonga.
Su última carrera antes de retirarse fue el Giro de Lombardía en 2005.[cita requerida]
Actualmente reside en Córdoba donde regenta un pequeño hotel junto a la Mezquita.[cita requerida]

## Palmarés
| 1989 - Tour de Eslovaquia, más 2 etapas - Tour de Poitou-Charentes, más 1 etapa - 1 etapa del Tour de Loir-et-Cher - Dúo Normando (con Romes Gainetdinov) 1991 - Vuelta Ciclística de Chile, más 2 etapas 1992 - Settimana Ciclistica Lombarda - Clasificación de los Jóvenes del Giro de Italia 1993 - 1 etapa de la Vuelta a Suiza - Clasificación de los Jóvenes del Giro de Italia 1994 - 1 etapa del Midi Libre 1995 - Vuelta a Suiza, más 1 etapa 1996 - Giro de Italia , más 1 etapa - 1 etapa del Tour de Romandía - Settimana Ciclistica Lombarda | 1997 - 2.º en el Giro de Italia, más 3 etapas - Tour de Romandía , más 1 etapa - Giro de los Apeninos - 2 etapas de la Vuelta a España 1998 - 2.º en el Giro de Italia, más 1 etapa - Giro de los Apeninos - Settimana Ciclistica Lombarda 2000 - 3.º en la Vuelta a España - 2.º en el Campeonato de Rusia en Ruta 2002 - 1 etapa del Giro de Italia 2004 - 1 etapa del Giro de Italia 2005 - Clásica de Alcobendas, más 1 etapa |

## Resultados en Grandes Vueltas
| Carrera | Carrera         | 1992 | 1993 | 1994 | 1995 | 1996 | 1997 | 1998 | 1999 | 2000 | 2001 | 2002 | 2003 | 2004 | 2005 |
| ------- | --------------- | ---- | ---- | ---- | ---- | ---- | ---- | ---- | ---- | ---- | ---- | ---- | ---- | ---- | ---- |
|         | Giro de Italia  | 7.º  | 5.º  | 4.º  | 6.º  | 1.º  | 2.º  | 2.º  | —    | 5.º  | —    | 5.º  | Ab.  | 13.º | —    |
|         | Tour de Francia | —    | —    | Ab.  | Ab.  | —    | —    | —    | Ab.  | —    | —    | —    | —    | —    | —    |
|         | Vuelta a España | Ab.  | —    | —    | —    | —    | Ab.  | —    | 4.º  | 3.º  | —    | 67.º | —    | Ab.  | —    |

—: no participa 

Ab.: abandono

## Equipos
- Lampre (1992-1996)
- Mapei (1997-2000)
- Mercury-Viatel (2001)
- Lampre-Daikin (2002)
- CCC-Polsat (2003)
- Vini Caldirola (2004)
- LPR Brakes (2005)